# 温基奥
温基奥（義大利語：Vinchio），是意大利阿斯蒂省的一个市镇。总面积9.31平方公里，人口677人，人口密度72.7人/平方公里（2009年）。ISTAT代码为005120。